# Guthrie Castle

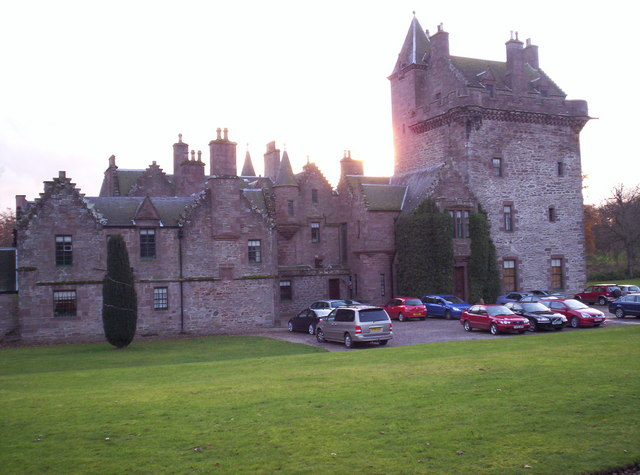
Guthrie Castle

Guthrie Castle ist ein Landhaus im Dorf Guthrie in der schottischen Council Area Angus, etwa zehn Kilometer östlich von Forfar und 29 km nordöstlich von Dundee. Das Landhaus aus dem 19. Jahrhundert beinhaltet ein Tower House aus dem 15. Jahrhundert. Es ist heute in privater Hand.

## Geschichte
In Guthrie Castle wurde ein Tower House integriert, das Sir David Guthrie (1435–1500), Schatzkanzler von Schottland und Lord Justice-General, 1468 errichten ließ. Die Familie Guthrie ließ später ein Haus neben dem Turm bauen. 1848 wurden die beiden Gebäude durch einen Zwischenbau im Scottish Baronial Style nach Plänen des Architekten David Bryce verbunden. Der historische Turmbau blieb bis 1983 in Händen der Familie Guthrie, dann starb Colonel Ivan Guthrie.

### Restaurierung
1984 kaufte Daniel S. Peña sen., ein US-amerikanischer Geschäftsmann, Guthrie Castle. Peña ließ in den Jahren 1994–1995 das Landhaus im Stil des 19. Jahrhunderts restaurieren und einen Golfplatz anlegen. 2003 wurden Landhaus und Grundstück der Öffentlichkeit zugänglich gemacht; sie dienten Hochzeitsfeiern, Firmen- und Gruppenveranstaltungen. 2017 aber beschlossen die Eigner, diese Aktivitäten einzustellen und ihr Haus wieder ausschließlich privat zu nutzen.

### Listungen
Historic Scotland hat Guthrie Castle als historisches Bauwerk der Kategorie B gelistet. Der Garten wurde in das Inventory of Gardens and Designed Landscapes in Scotland aufgenommen. Etliche weitere Anlagen auf dem Gelände gelten als historische Bauwerke der Kategorie B oder C.